# Янечек, Карл
Карл Янечек (нем. Karl Janetschek; 17 апреля 1940 — 25 ноября 2020) — австрийский шахматист, мастер ФИДЕ (1983).
Чемпион Австрии (1967 и 1973).
Многократный участник различных соревнований в составе национальной сборной по шахматам:
- 8 олимпиад (1960, 1966—1978).
- 2 Кубка Митропы[нем.] (1977, 1979). В 1977 команда Австрии заняла 1-е место.
- 6 Кубков Клары Бенедикт (1960, 1968, 1972, 1974—1979).

На момент смерти имел рейтинг 2220 пунктов, занимал 150-ю позицию в рейтинг-листе активных австрийских шахматистов и 203-е место среди всех шахматистов Австрии.

## Изменения рейтинга
| Графики недоступны из-за технических проблем. См. информацию на Фабрикаторе и на mediawiki.org. |